# Baranta
A baranta a történelmi magyar harci kultúrából származó testmozgások összegyűjtésével létrehozni kívánt, a kilencvenes évek óta formálódó magyar harcművészeti stílus. Modernkori rendszerének kialakítója Vukics Ferenc katonatiszt, katonai szakértő.

## Elnevezése
A baranta szó elsősorban az ország olyan nyugati és déli peremvidékein maradt fenn, ahol a lakosság összetétele többségében magyar volt (Somogy, Ormánság, Göcsej, Őrség). A szépirodalomban a legtöbb alkalommal Kodolányi János műveiben találkozhatunk vele.

## Jellegzetességei
Tervei szerint a baranta alapvetően nem egy „mester” összefoglalt mozdulati- és személyiségformálási struktúrája kíván lenni, hanem egy nép kultúrájának harcban történő megnyilvánulása.

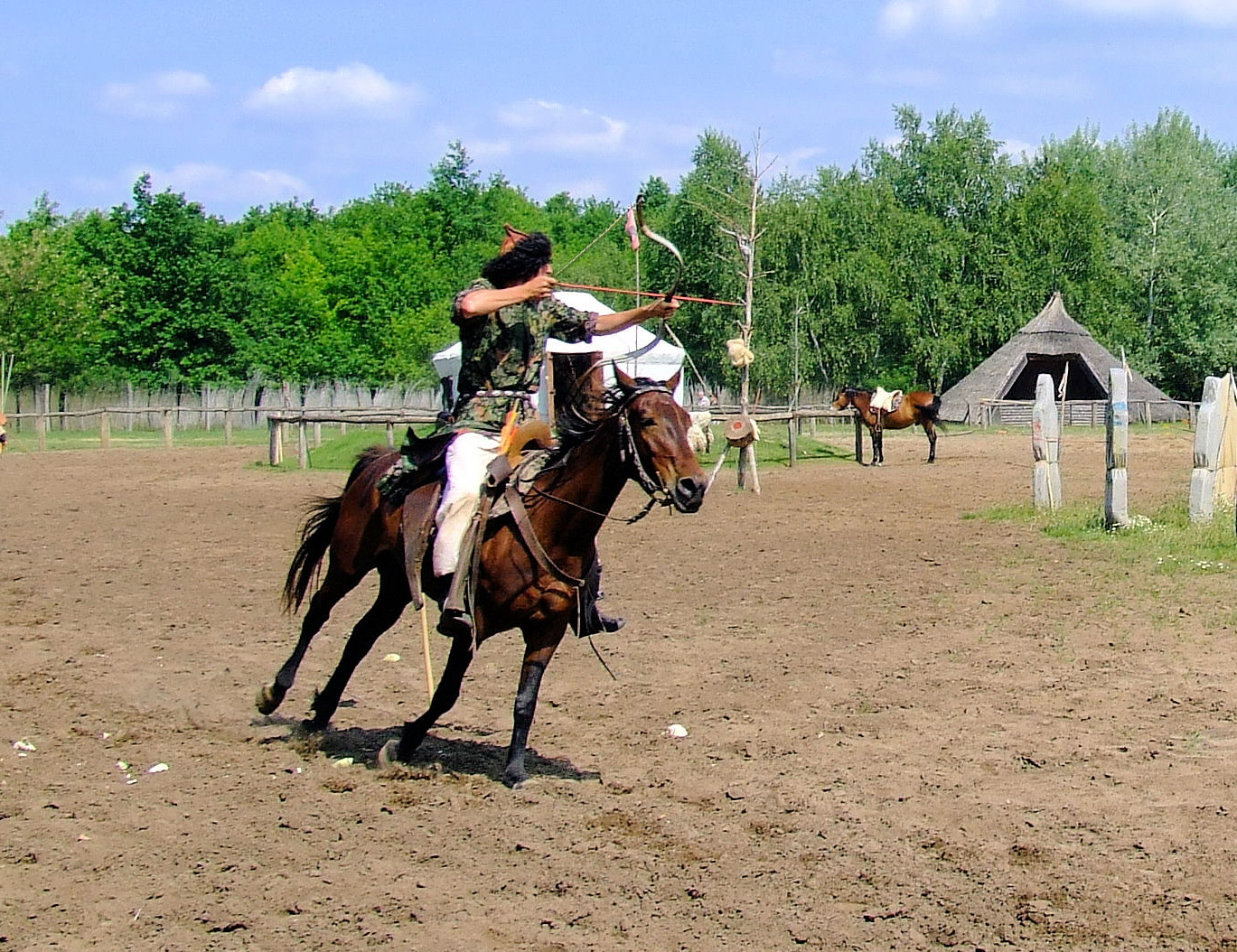
Mint a régi idők magyar hadseregében, a barantában is előfordul a lovasíjászat.

A mozgásanyag kialakításában fontos szerepet játszanak a régi fegyveres- és eszközös harci táncok, tehát a baranta számos harcnemmel foglalkozik, a nagy távolságra ható hagyományos fegyverektől a közvetlen közelharcig. 
A legfontosabb fegyvereik: íj, szablya, kard, rövid- és hosszúbot, fustély (ez is egy botféleség), kelevéz, kopja, fokos, pajzs, csatabárd, ostor, csatacsillag, kés. 
A baranta a különféle fegyverek harci helyzetben való alkalmazására törekszik, így gyakorlatilag az összes fegyver, melyet a gyakorlás során használnak, a versenyeken is megjelenik, természetesen megfelelő védőfelszerelés kíséretében. Így rendeznek párbajt például a szablyavívásból, lándzsavívásból, fokosvívásból, de a folyamatos fejlődésnek és kísérletezésnek köszönhetők az ostor- illetve az íjászpárbaj versenyszámok is.
Lovas (ráró) és gyalogos (thug) szakágakra oszlik. Mindkét szakág 10-10 versenyszámban méri össze a képességeit. Kétféle versenyt rendeznek: a baranta harci játékok szinte minden versenyszámot szerepeltetnek, míg az oslu barantában mindig csak egy versenyszámban indulnak. Az oslu versenyeken általában csak olyan versenyzők indulhatnak, akik az összetett versenyeken is indulnak. Bajnoki címet azonban csak összetett versenyeken lehet szerezni, mivel a baranta nem bátorítja az egy-egy versenyszámra szakosodó specialisták képzését. A versenyeken sokszor csapatok is indulhatnak (többnyire 3-6 fővel). A csapatharcok kiválóan fejlesztik a közösségben való együttműködést, ami a való életben is kamatoztatható képesség.
A pusztakezes harcban megkülönböztetnek kultikus birkózást (övbirkózást), valamint harci birkózást (böllönt). A pusztakezes technikák jellemzője, hogy a küzdelmet befejező feszítő, fojtó mozdulatok legtöbbjét már álló helyzetben kialakítják, a földharc során már csak szorosabbra fogják.
A lovas szakág a lóval való együttműködés egy olyan fokát követeli meg a lovasoktól, ahol a ló irányítását, harci alkalmazását mindenféle kényszerítő eszközök (pl. lószerszám) nélkül kell végrehajtani.
A baranta fontos sajátossága az a speciális nevelési és közösségformálási rendszer, amely a hagyományos magyar életfilozófián és szimbólumrendszeren alapszik. A stílus nem véletlenül nevezhető harcművészetnek: a magyar népi kultúra, a szokások, a hagyományos értékek és tudásanyag ismerete mellett a barantásnak ugyanolyan jól kell tudnia forgatnia a botot, vívnia a fokossal, vagy éppen használnia az ostort, ahogyan népi táncokat járnia, népdalokat énekelnie, vagy éppen magyar költőinket, íróinkat ismernie. A baranta magyarhoz illő felfogásra nevel és sajátos kultúrát igyekszik létrehozni. Hívei szerint a hagyományokat a barantázó nem őrzi, hanem megéli, teremti, így válik szerves részévé a magyar kultúrának. A baranta megalkotása során is előnyben részesítik a régi magyar szavakat: például többen használják a csapatversenyek elnevezésére a tömén (egyéb alakjai: tömény, tumen) kifejezést, amely eredetileg tízezret, átvitt értelemben pedig sokat jelentett.